# 松尾興
松尾 興（まつお こう、1959年 -）は、日本のバリトン歌手・オペラ歌手。長崎県佐世保市出身、国立音楽大学声楽科卒業。

## 経歴
西日本新人紹介演奏会にて声楽部門第1位「福岡音楽文化協会賞」受賞。全日本新人音楽コンクール入選。下関国際音楽コンクール声楽部門入選「審査員長賞」受賞（東敦子賞）。1988年ザルツブルク国際声楽コンクールファイナリスト。
オーストリア・ザルツブルクにてイリス・アダミ・コッラデッティ（パドヴァ歌劇場音楽監督）、ケルスティン・マイヤー（ストックホルム王立オペラアカデミー教授）、ルドルフ・クノール教授（モーツァルテウム音楽院教授）に師事。イタリア・ジェノヴァにてジャンフランコ・パスティネ、エンツォ・コンスーマ、ルイザ・マラリアーノに師事。
イタリア・サルザーナ歌劇場にて歌劇「リゴレット」（主演・初日）でイタリアデビュー。2008～2010インペリア、ポルトフィーノ、アルベンガの国際音楽祭に出演。「トスカ」スカルピア、「トロヴァトーレ」ルナ伯爵、「リゴレット」リゴレット、「オテロ」ヤーゴ等、イタリアオペラのドラマティックな役柄を得意とする。
九州国公立私立音楽学会に所属。主な研究発表は「ヴェルディの歌劇におけるrecitativoとaria の演奏解釈」（2008年度）、「イタリアオペラにおけるbaritono drammatico のpassaggio の位置」（2009年度）、「Tecnica Italiana におけるpassagioと声門の関係」（2010年度）。
かつては福岡大学附属大濠高等学校の音楽科教師、合唱同好会顧問も務めていた。

## 主な出演作品
- 真間の手古奈（行麻呂）
- 海の子守唄（老人）
- フィガロの結婚（フィガロ）
- フィガロの結婚（アルマヴィーヴァ伯爵）
- ドン・ジョヴァンニ（騎士長）
- ドン・ジョヴァンニ（タイトルロール）
- 椿姫（ジェルモン）
- リゴレット（タイトルロール）
- オテロ（ヤーゴ）
- トスカ（スカルピア）